# Riocavado de la Sierra
Riocavado de la Sierra è un comune spagnolo di 59 abitanti situato nella comunità autonoma di Castiglia e León.